# Молдовська мова
Молдо́вська мо́ва (латинська абетка: limba moldovenească; молдовська кирилиця: лимба молдовеняскэ), також історично відома як молда́вська — застаріла назва румунської мови у Республіці Молдова.
«Молдовська» була оголошена офіційною мовою у статті 13 конституції Молдови, прийнятої 1994 року, тоді як у Декларації незалежності Молдови 1991 року використовувалася назва «румунська мова». 2003 року парламент Молдови ухвалив закон, що визначає «молдовську» та «румунську» як позначення однієї й тієї ж мови (глотоніми). У 2013 році Конституційний суд Молдови витлумачив, що декларація про незалежність, що називає державною мовою румунську, має пріоритет над Конституцією, тим самим надавши офіційного статусу назві «румунська мова». 2 березня 2023 року парламент Молдови проголосував за заміну в законодавстві Молдови словосполучень «молдовська мова», «державна мова» та «офіційна мова» на словосполучення «румунська мова». Врешті-решт, 22 березня 2023 року в Молдові вступив у силу закон щодо визнання румунської мови державною замість терміна «молдовська мова».
Самопроголошене Придністров'я продовжує визнавати «молдовську» на основі кириличної абетки як одну зі своїх офіційних мов поряд з російською та українською.
Історично мова молдован визначалася обома термінами, проте за часів Совєцького Союзу молдовська, або, як її тоді називали, «молдавська», була єдиним офіційно визнаним терміном. Совєцька політика підкреслювала різницю між молдованами і румунами, засновані на їхній нібито різній історії. Його резолюція оголосила молдовську мову романською мовою, відмінною від румунської.
У той час як більшість жителів столиці Кишинева і, згідно з опитуваннями, люди з вищою освітою називають свою мову «румунською», більшість сільських жителів вказали «молдовську» як рідну мову під час перепису 2004 року. У школах Молдови термін «румунська мова» використовується з моменту здобуття незалежності.
Різновид румунської мови, якою розмовляють у Республіці Молдова, — це молдовська говірка, який поширюється приблизно на території колишнього Молдавського князівства (нині розділеного між Республікою Молдова, Румунією — Західна Молдова, та Україною). Молдовська мова вважається однією із п'яти основних розмовних варіантів румунської мови. Однак різниця між розмовними варіантами невелика, а Молдова та Румунія використовують одну літературну мову.
Стандартна абетка, який використовується у Республіці Молдова, ідентична румунській абетці, заснованій на латиниці. До 1918 року використовувалися різновиди румунської кирилиці. Молдовська кирилиця (створена на основі російської абетки й стандартизована совєцькою владою) використовувалася у 1924—1932 та 1938—1989 роках і досі використовується у самопроголошеній ПМР.

## Термін
В Україні на офіційному рівні (Міністерство освіти і науки) використовується лише прикметник «молдовська», як такий, що походить від слова Молдова. Наприклад, усі підручники, що друкують в Україні для шкіл з вивченням мов національних меншин, містять виключно прикметник «молдовський», як похідний від назви держави «Молдова». Прикметник «молдавська» походить від слова Молдавія, тому вживається більшою мірою як історичний, що стосується Молдавського князівства чи історичного регіону Молдавії. Щодо сучасної Республіки Молдови його вживання є некоректним.

## Історія

### Доба князівств
Мірон Костін у своїй праці De neamul moldovenilor (1687) записав, що молдовани, волохи та румуни, що мешкають в Угорському королівстві, мають однакове походження, при цьому наводячи такий аргумент: хоча мешканці Молдови й кличуть себе молдованами, свою мову називають румунською (românește), а не молдовською (moldovenește).
Димитрій Кантемир у своїй праці «Хроніка стародавності романо-молдо-волохів» стверджував, що дацька (волоська) та молдавська мови мають самоназви «румунська», у значенні «римська»:
Ми, молдавани, також називаємо себе римлянами, а мову нашу — не дацькою, не молдавською, а «румунською», отже, якщо хочемо запитати чужинця, чи знає нашу мову, ми не запитуємо: «Знаєш молдавську?», а запитуємо: «Знаєш румунську?», тобто (латинською): «Знаєш римську?»"

### Російська імперія (XIX— поч. XXст.)
Після анексії Бессарабії Росією (1812) молдовська мова стала офіційною в державних установах Бессарабії (разом із російською). У 1815—1820 можна було видавати книги та літургійні тексти молдовською мовою.
1814 — у Бессарабії розробили й видали «Російсько-молдовський буквар».
1819 — «Коротка російська граматика з перекладом молдовською мовою» (згодом перевидана в Кишинівській єпархіальній друкарні).
1840 — у Петербурзі випустили «Нарис правил валахо-молдовської граматики» та «Зібрання творів і перекладів у валахо-молдовській мові» Я. Гінкулова (Хинку).
Тривалий час у Російській імперії терміни «молдавська мова» та «румунська мова» вживалися як синоніми. Вибір тієї чи іншої назви мови визначався здебільшого контекстом чи цільовою аудиторією, якій був адресований той чи інший текст.
Мовна ситуація в Бессарабії 1812—1918 років полягала в поступовому розвитку двомовности. Російська була офіційною мовою, а румунська (молдовська) — основною мовою населення.
1905–1917 — у Бессарабії загострився мовний конфлікт, що було пов'язано з пробудженням румунської національної свідомости. 1905—1906 років бессарабські земства висловили прохання про повернення румунської мови до шкіл як «обов'язкової» та «свободу навчання рідною мовою». У той самий час почали з'являтися перші румунськомовні газети та журнали: Basarabia (1906), Viaţa Basarabiei (1907), Moldovanul (1907), Luminătorul (1908), Cuvînt moldovenesc (1913), Glasul Basarabiei (1913).
1913 — синод дозволив «церквам у Бессарабії використовувати румунську мову».

### СРСР (1924—1991)
Для повернення Бессарабії зі складу Румунського королівства в старі кордони Російської імперії 12 жовтня 1924 року більшовики утворили на лівому березі Дністра Молдавську АРСР (у складі УСРР) і в 1920—1930-х роках намагалися штучно створити на території МАРСР молдовську літературну мову, в якій 40 % слів мали слов'янські корені і яка функціонувала на основі кирилиці, а також розробили цілу програму дій, спрямованих на формування молдовської національної самосвідомости, що мало спонукати молдован (румунів) Бессарабії відколотися від Румунії.
Це супроводжувалося запеклими дискусіями між «самобутниками», які відстоювали ідею літературної мови на основі діалектів Наддністрянщини, та «румунізаторами», які орієнтувалися на літературні румунські норми.
Після анексії Бессарабії СРСР та утворення Молдавської РСР виявилося, що придністровські діалекти малозрозумілі основній масі молдован. Через це 1951 року за підтримки Л. І. Брежнєва (тоді першого секретаря ЦК Компартії Молдови) було проведено реформу: мовна норма стала ґрунтуватися на діалектах Бессарабії та стала значно ближчою до румунської літературної мови.

### Республіка Молдова

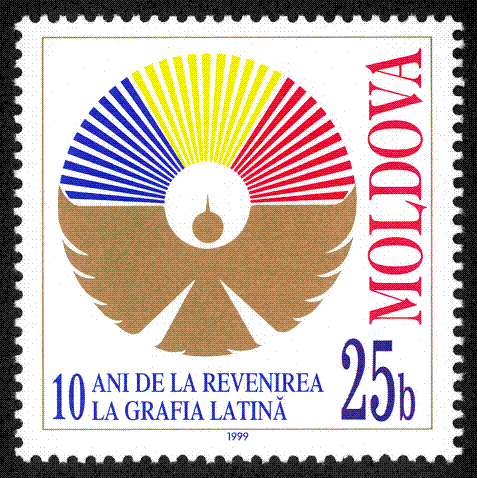
Молдовська марка 1999 року на честь 10-річчя повернення до латинської абетки

Відповідно до Конституції Республіки Молдова державною мовою у Республіці Молдова є румунська. До березня 2023 назва мови у Конституції була вказана як «молдовська». Ця мова є єдиною офіційною в республіці з часу прийняття 1989 року Закону «Про мови в Молдовській РСР». Цей закон зобов'язав вживати молдовську мову в усіх політичних, економічних, культурних та соціальних сферах, стверджуючи при цьому про існування «мовної молдовсько-румунської ідентичності». Молдовська мова, але на кирилиці, заявлена однією з трьох офіційних мов (разом з російською та українською) самопроголошеної проросійської Придністровської Молдовської Республіки, територія якої не контролюється офіційною владою.
Згідно з Переписом населення 2004 року, з-поміж 3 383 332 осіб, що мешкали на той час у Молдові, 16,5 % (558 508 осіб) назвали румунську рідною мовою, натомість 60 % — назвали рідною молдовську. При цьому серед міського населення, що розмовляє румунською/молдовською мовою, рідною назвали румунську 40 %, а серед сільського — менше 12 %. Група експертів з міжнародного спостереження за переписом у Республіці Молдова дійшла висновку, що пункти про національність та мову є найбільш чутливими, зокрема записи відповідей «молдованин/молдовська» та «румун/румунська» потребують особливої уваги щодо їхньої інтерпретації.
Румунська газета Gardianul, ґрунтуючись на заяві, зробленій директором Департаменту соціології Молдови Віталієм Валковим до остаточного підбиття підсумків перепису, стверджувала, що 40 % жителів Молдови оголосили своєю рідною мовою румунську.

Питання визначення назви офіційної мови Республіки Молдова є радше політичним, ніж лінгвістичним. Одним із найбільших прихильників «молдовської» мови є колишній президент країни комуніст Володимир Воронін, який заявляв: 
«Усі наші батьки розмовляли лише молдовською мовою. Я не здам молдовську мову ніколи й нікому».

Натомість прихильники прозахідного курсу (особливо прорумунського) неодноразово заявляли про існування лише румунської мови. Наприклад, прем'єр-міністр Молдови Влад Філат, виступаючи перед депутатами Європарламенту восени 2009 року, сказав, що молдовська мова не є окремою мовою, а лише назвою румунської: 
«Ми називаємо речі своїми іменами. Як американці розмовляють англійською, так і громадяни Молдови розмовляють румунською мовою».

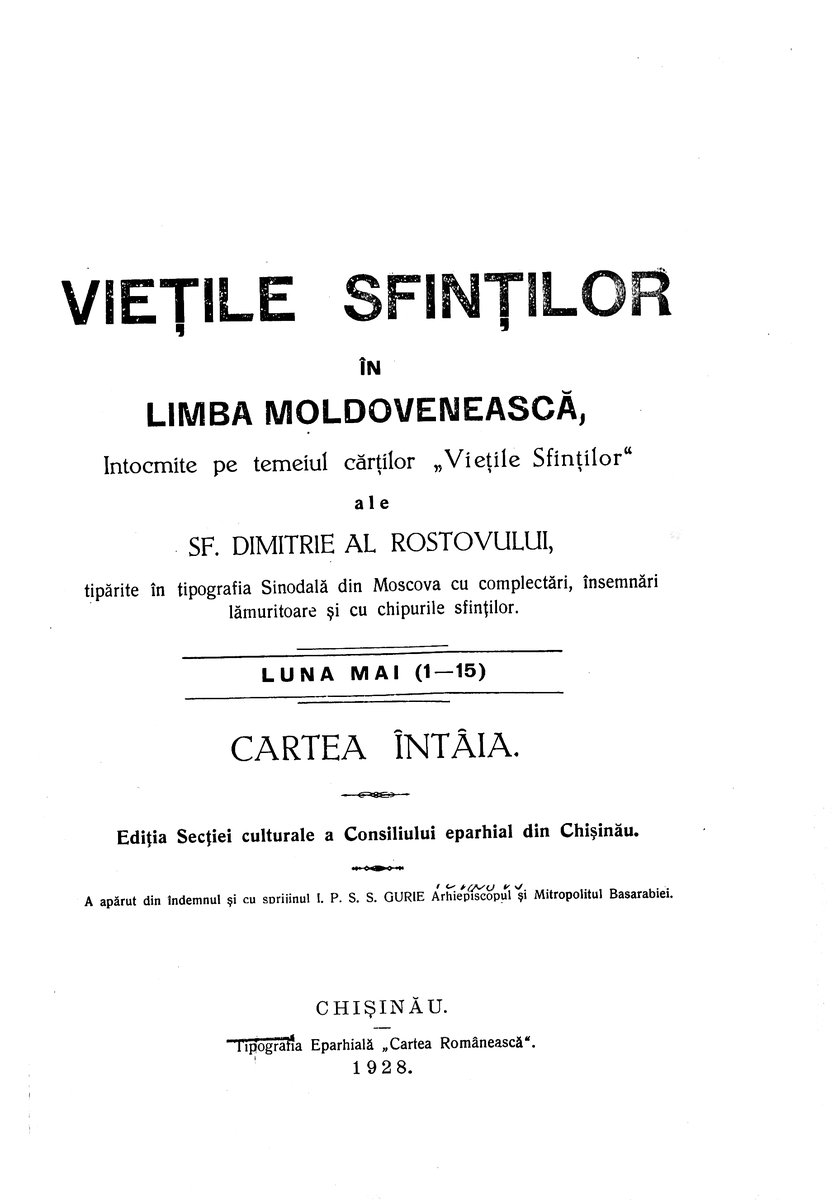
Книга молдовською мовою, видана в міжвоєнній Румунії

Восени 2012 року з'явилися повідомлення про те, що Румунія може заблокувати приєднання Молдови до Європейського Союзу, якщо офіційну мову останньої буде визначено як «молдовська».
5 грудня 2013 року Конституційний суд Молдови надав декларації про незалежність пріоритетне значення над Конституцією, зробивши таким чином державною мовою країни румунську.
У школах і вищих навчальних закладах сучасної Молдови предмет «молдовська мова» відсутній, замість нього вивчається предмет «румунська мова», але «молдовська мова» є предметом у навчальних закладах самопроголошеного сепаратистського утворення ПМР.
Після вступу Ігоря Додона на посаду президента Молдови в 2016 році, крім того, що з резиденції глави держави прибрали прапор Європейського Союзу, було внесено зміни до сайту президента РМ, який ведеться трьома мовами. Версії англійською і російською мовами залишилися незмінними, натомість версія румунською мовою (RO) змінена на версію молдавською мовою (MD). Прессекретар Додона Іван Чебан заявив журналістам, що «президент поважає Конституцію Республіки Молдова і закликає всіх наслідувати цей приклад»:
|              | Згідно з Конституцією Молдови, “державною мовою в Молдові є молдавська мова на основі латинської графіки” (ст. 13). Водночас, згідно з рішенням Конституційного суду 2013 року, назву мови визнано як “румунська мова”. КС пояснив це тим, що в Декларації про незалежність Молдови, яка є складовою частиною Конституції, мова називається румунською. Молдавська мова на кирилиці була перекладена на латинську графіку 1989 року. Після проголошення незалежности Молдови вона стала викладатися в навчальних закладах як “румунська”. Прихильники різних назв мови визнають, що між молдавською і румунською не існує різниці. |
| — Іван Чебан | |

У жовтні 2017 року Конституційний суд країни схвалив проєкт поправки до Основного закону, згідно з якими назву державної мови має бути змінено з молдовської на румунську. Проросійський президент Молдови Ігор Додон тоді розкритикував це рішення, запропонувши провести референдум щодо цього питання.
Після інавгурації президента Молдови Маї Санду в грудні 2020 року державну мову на офіційному сайті глави держави змінили з молдовської на румунську. Англійська та російська версії сайту не змінилися.
2 березня 2023 року парламент Молдови проголосував за заміну в законодавстві Молдови словосполучень «молдовська мова», «державна мова» та «офіційна мова» на словосполучення «румунська мова». Зміна була представлена не як конституційна, а лише технічна, оскільки вона мала б виконати рішення Конституційного суду Молдови від 2013 року. Ця зміна була підтримана правлячою Партією «Дія і Солідарність» та зустріла рішучу опозицію з боку Блоку комуністів і соціалістів. Академія наук Молдови також підтримала це рішення.

### Україна
Частина румунськомовного населення сучасної України (здебільшого в Одеській області) самовизначається як молдовани й свою мову називає молдовською — на відміну від своїх земляків у Закарпатській області, більшість із яких самовизначаються як румуни і свою мову називають румунською. У Чернівецькій області самовизначились як румуни — 12,5 %, як молдовани — 7,3 % населення області.
У червні 2021 року під час зустрічі Міністерства закордонних справ Румунії Богдана Ауреску та Міністерства закордонних справ України Дмитра Кулеби перший звернувся до України з проханням визнати відсутність молдовської мови для покращення становища румунів в Україні (румуни тоді стануть третім найбільшим етносом в Україні). На це Кулеба відповів, що для цього намагаються оформити документи якомога швидше.
3-4 листопада 2021 року МЗС Румунії заявили, що вкотре просять Україну офіційно визнати, що молдовської мови не існує, хоча на сайті ОПУ цю інформацію не вказали.

## Полеміка

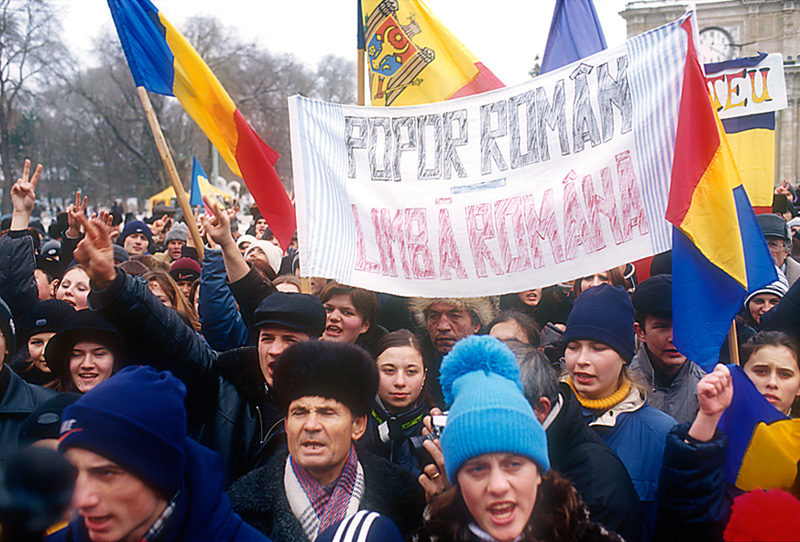
Демонстрація в Кишиневі, січень 2002 р. Текст на написі: «Румунський народ — румунська мова».

Питання про те, чи є «молдовська» окремою мовою продовжує політично оскаржуватися всередині та за межами Республіки Молдова. Закон про мову Молдавської РСР 1989 року, який досі діє в Молдові, згідно з Конституцією, стверджує «мовну молдо-румунську ідентичність». Стаття 13 Конституції Молдови називає її «національною мовою країни» (оригінал використовує фразу limba de stat, що буквально означає державну мову).
У придністровському регіоні, що відколовся, молдовську оголошено офіційною мовою разом з українською та російською.
Стандартизована «молдовська» широко вважається ідентичною стандартній румунській мові. Пишучи про «суттєві відмінності», Василе Статі, прихильник молдовеністів, зосередився майже виключно на лексичних, а не на граматичних відмінностях. Які б мовні відмінності колись не існували, вони зменшувалися, а не збільшувалися. Кінґ писав у 2000 році, що «в основному, молдовська мова у своїй стандартній формі до 1980-х років була більш румунською, ніж будь-коли в її історії».
У 2002 році міністр юстиції Молдови Йон Морей сказав, що румунська та молдавська мови є однією і тією ж мовою і що до Конституції Молдови слід внести зміни, щоб відобразити це — не замінюючи слово «молдовська» «румунською», а додавши, що « Румунська та молдавська — це одна мова». Міністр освіти Валентин Бенюк (ro) сказав: «Я неодноразово заявляв, що поняття молдовської мови та румунської мови по суті відображає одне й те саме мовне явище». Президент Молдови Володимир Воронін визнав, що дві мови ідентичні, але зазначив, що молдавани повинні мати право називати свою мову «молдовською».
За переписом населення 2004 року з 3,38 мільйонів людей, які проживають у Молдові, 60 % визначили молдавську як рідну мову; 16,5 % обрали румунську мову. У той час як 37 % усіх, хто розмовляє румунською в містах, визначили румунську як рідну мову, у сільській місцевості 86 % румунську мову вказали як молдавську, що є історичним пережитком. Незалежні дослідження виявили молдовську мовну ідентичність, яку стверджують, зокрема, сільське населення та пострадянський політичний клас. Під час опитування, проведеного в чотирьох селах поблизу кордону з Румунією, на запитання про їхню рідну мову респонденти визначили: молдовська 53 %, румунська 44 %, російська 3 %.
У листопаді 2007 року, під час звіту про обговорення Ради ЄС щодо угоди між Європейським Співтовариством та Молдовою, румунський репортер Жан Марін Марінеску включив рекомендацію уникати офіційних посилань на «молдовську мову». Румунська преса припускала, що ЄС заборонив використання фрази «молдовська мова». Однак єврокомісар із зовнішніх зносин та європейської політики сусідства Беніта Ферреро-Вальднер спростувала ці твердження. Вона сказала, що молдовська мова згадується в Угоді про співробітництво між ЄС та Молдовою 1998 року, а отже, вона вважається частиною acquis, обов'язковою для всіх держав-членів.

## Орфографія

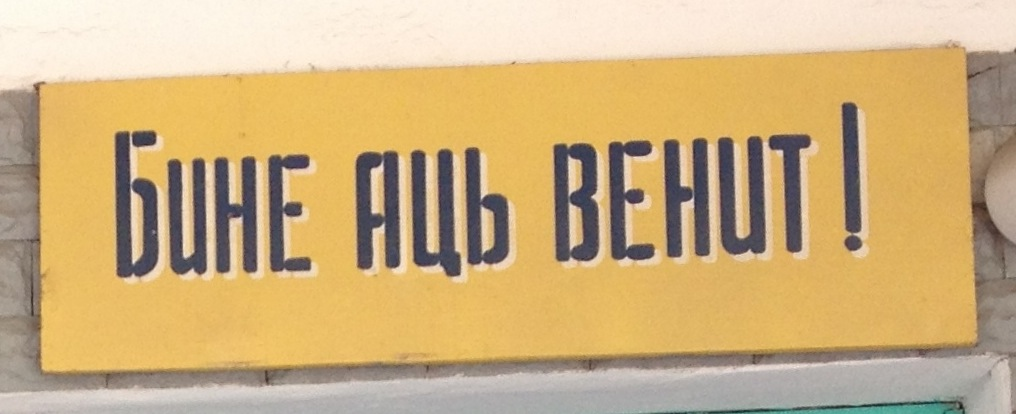
Привітальний знак молдавською кирилицею в Тирасполі, столиці Придністров'я, 2012 року. Фраза латинським алфавітом — Bine ați venit!

Загалом мова була написана румунською кирилицею (на основі старослов'янського алфавіту) до XIX століття. І кирилиця, і, рідко, латиниця, використовувалися аж після Першої світової війни; після повернення Бессарабії до складу Румунії в 1918 році кирилиця в регіоні була офіційно заборонена. У міжвоєнний період радянська влада в Молдавській АРСР по черзі використовувала латиницю або кирилицю для написання мови, віддзеркалюючи політичні цілі моменту. Між 1940 і 1989 роками, тобто під час радянської влади, нова молдовська кирилиця замінила латиницю як офіційну абетку в Молдавській РСР. У 1989 році латинське письмо було знову прийнято в Молдові Законом 3462 від 31 серпня 1989 року, який передбачав правила транслітерації кирилиці на латиницю разом з ортографічними правилами, які використовувалися в Румунії на той час. Невизнана Придністровська Молдавська Республіка, однак, використовує кирилицю.

Розповсюдження романських мов:
французька
іспанська
португальська
італійська
румунська

Хоча не відразу прийнявши їх, Академія наук Молдови визнала як рішення Румунської академії від 1993 року, так і орфографічну реформу 2005 року. У 2000 році Молдовська академія рекомендувала прийняти правила правопису, які використовуються в Румунії, а в 2010 році запустила графік для перехід на нові правила, який завершився у 2011 році (щодо його публікацій). Однак ці зміни не були запроваджені Міністерством освіти Молдови, тому старі ортографічні конвенції були збережені в секторі освіти, наприклад, у шкільних підручниках.
17 жовтня 2016 року міністр освіти Коріна Фусу підписала наказ № 872 про застосування оновлених правил правопису, прийнятих Академією наук Молдови, який набуває чинности з дня підписання. Відтоді правопис, який використовується в установах, підпорядкованих Міністерству освіти, повністю відповідає нормам правопису, які використовуються в Румунії з 1993 року. Однак цей наказ не поширюється на інші державні установи, а також не було змінено Закон 3462, щоб відобразити ці зміни; таким чином, ці установи продовжують використовувати старий правопис.